# Piotr Ermakov
Piotr Ermakov o Yermakov (en ruso: Пётр Захарович Ермаков, Piotr Zajárovich Yermakov) (Ekaterimburgo, 13 de diciembre de 1884 - Sverdlovsk, 22 de mayo de 1952) fue un comisario bolchevique ruso, notable por haber sido uno de los responsables del asesinato del depuesto zar Nicolás II de Rusia, su esposa, sus hijos y sus cortesanos.

## Biografía
Ermakov nació y se crio alrededor de la casa de trabajo Verj-Isetski de Ekaterimburgo, donde se graduó en la escuela de la parroquia local, y comenzó a trabajar a partir de entonces de obrero metalúrgico. Entre 1909 y 1912, Ermakov al parecer estuvo viviendo en la provincia de Vólogda. En el momento del estallido de la Primera Guerra Mundial, Ermakov había regresado a Ekaterimburgo, y, en 1917, con el sentimiento revolucionario en el aire, se convirtió en miembro de la guardia de combate de la planta Verj-Isetski - dedicada a la protección de las reuniones clandestinas, la expropiación de la propiedad privada, y el asesinato de provocadores leales.

## Investigación en Rusia del asesinato de los Romanov
La decisión de Comité de Instrucción de Rusia en 2017 de iniciar una investigación para determinar si el último zar ruso, Nicolás II, y su familia fueron fusilados en 1918 en el marco de un "asesinato ritual", supuestamente organizado por judíos ocultistas, ha levantado en el país una agitada polémica.